# Eiphosoma terrax
Eiphosoma terrax là một loài tò vò trong họ Ichneumonidae.